# Víš...
Víš...  je studiové album Jakuba Smolíka, které vyšlo v roce 1996.

## Seznam skladeb
| Víš...         | Víš...                                                | Víš... |
| Pořadí         | Název                                                 | Délka  |
| -------------- | ----------------------------------------------------- | ------ |
| 1.             | Víš - (Štěpán Kojan, Štěpán Kojan)                    | 03:50  |
| 2.             | Poslední start (František Kasl, Jakub Smolík)         | 03:26  |
| 3.             | Srdce na dlani (František Kasl, František Kasl)       | 03:06  |
| 4.             | Ó mámo (Sonny Bonno, Petr Rezek)                      | 03:44  |
| 5.             | Zbláznění (Jaroslav Uhlíř, Karel Šíp)                 | 02:40  |
| 6.             | Kesera (Jiří Zmožek, Vladimír Čort)                   | 04:16  |
| 7.             | Tobě II. (Jakub Smolík, Jakub Smolík)                 | 04:06  |
| 8.             | Spi, já musím jít (h:J.Mladý, t:J.Mladý)              | 03:40  |
| 9.             | Žokejská balada (Petr Spálený, Ludvík Hess)           | 03:48  |
| 10.            | Už dávno se mi nezdá (František Kasl, František Kasl) | 03:40  |
| Celková délka: | Celková délka:                                        | 36:15  |